# Bradford (Pennsylvania)
Bradford ist eine City im  McKean County in Pennsylvania. Das U.S. Census Bureau hat bei der Volkszählung 2020 eine Einwohnerzahl von 7.849 auf einer Fläche von 8,9 km² ermittelt. 
Das 1823 gegründete Bradford ist Sitz der Fabrikation des Kultfeuerzeugs Zippo. In der Stadt liegt eine Ölraffinerie der American Refining Group – die älteste Raffinerie der USA, die kontinuierlich seit 125 Jahren in Betrieb ist (2006).

## Söhne und Töchter der Stadt
- George Grant Blaisdell (1895–1978), Zippo-Erfinder
- Marilyn Horne (* 1934), Opern- und Konzertsängerin
- Roland J. Green (1944–2021), Science-Fiction- und Fantasy-Autor